# Ваняты (платформа)
Ваня́ты — остановочный пункт Горьковской железной дороги. Располагается в одноимённом микрорайоне города Балахна Нижегородской области.

## История
Платформа открыта в 1948 году в составе железнодорожной линии Горький — Правдинск — Гидроузел. В первые годы существования остановочного пункта прямого сообщения с областным центром не было, так как участок Правдинск - Гидроузел являлся ведомственным. В 1960 году участок был передан в состав сети общего пользования Министерства путей сообщения, что позволило запустить  прямые поезда на всём протяжении линии. В том же году линия была электрифицирована.
В период с 2008 по 2011 год в целях экономии и ускорения движения у ряда электропоездов остановка на платформе Ваняты была отменена.
В 2015 году старая платформа была признана аварийной и снесена, взамен была установлена временная короткая платформа. Новая капитальная платформа была установлена в конце 2018 года.